# Käytsijärvi
Käytsijärvi är en sjö i Gällivare kommun i Lappland och ingår i Kalixälvens huvudavrinningsområde. Sjön har en area på 0,109 kvadratkilometer och ligger 402,7 meter över havet.

## Delavrinningsområde
Käytsijärvi ingår i det delavrinningsområde (748694-173646) som SMHI kallar för Mynnar i Hartijoki. Medelhöjden är 399 meter över havet och ytan är 12,27 kvadratkilometer. Det finns inga avrinningsområden uppströms utan avrinningsområdet är högsta punkten. Vattendraget som avvattnar avrinningsområdet har biflödesordning 5, vilket innebär att vattnet flödar genom totalt 5 vattendrag innan det når havet efter 219 kilometer. Avrinningsområdet består mestadels av skog (89 procent). Avrinningsområdet har 0,9 kvadratkilometer vattenytor vilket ger det en sjöprocent på 7,3 procent.